# 岐阜県道315号白山内ヶ谷線

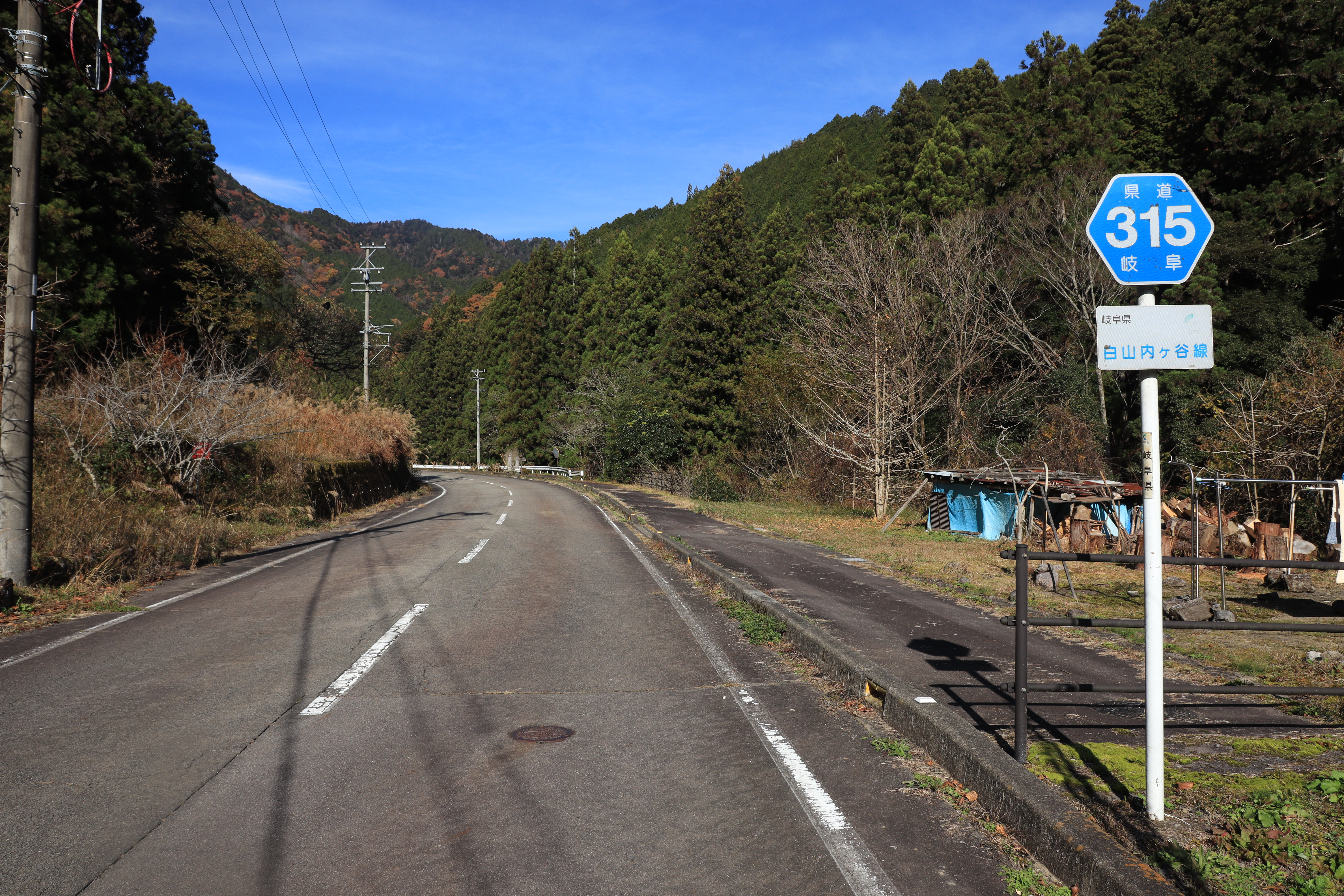
岐阜県道315号白山内ヶ谷線、郡上市美並町高砂にて

岐阜県道315号白山内ヶ谷線（ぎふけんどう315ごう はくさんうちがたにせん）は、岐阜県郡上市内を通る一般県道である。

## 概要

### 路線データ
- 起点：岐阜県郡上市美並町白山（国道156号交点）
- 終点：岐阜県郡上市大和町内ヶ谷（岐阜県道52号白鳥板取線交点）
- 重要な経過地：岐阜県郡上市八幡町

## 沿革
- 1977年（昭和52年）2月27日 ： 認定[1]

## 地理

### 通過する自治体
- 岐阜県
  - 郡上市

### 接続する道路
- 国道156号（郡上市美並町白山地内）
- 岐阜県道61号大和美並線（郡上市美並町高砂地内で重複）

この間未開通区間あり

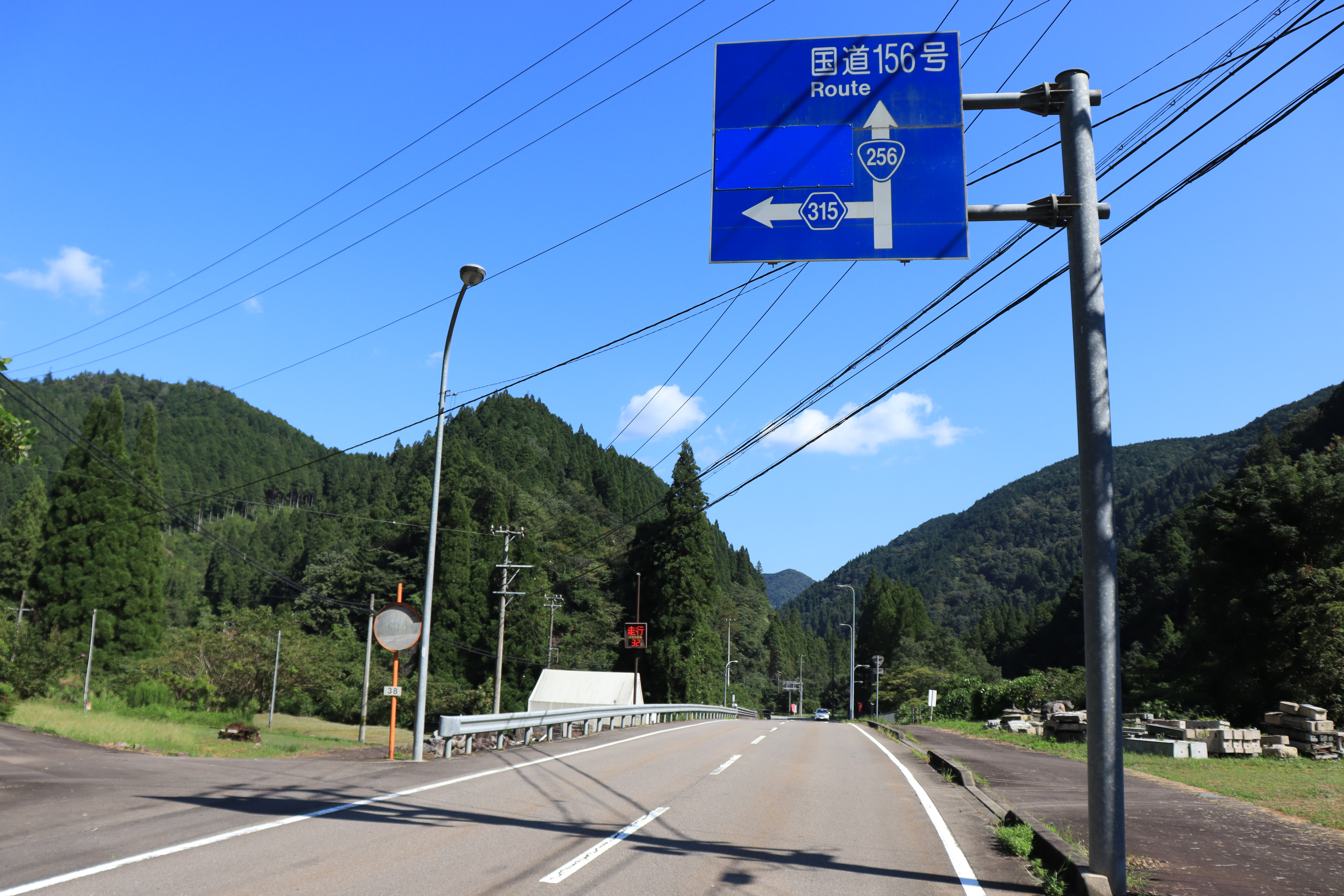
国道256号との重複区間、郡上市八幡町相生にて

- 国道256号（郡上市八幡町那比地内 - 郡上市八幡町相生地内で重複）

この間未開通区間あり
- 岐阜県道52号白鳥板取線（郡上市大和町内ヶ谷地内）

### 周辺
- 郡上市役所 美並振興事務所
- 星宮神社
- 那比新宮神社
- 郡上市立三城小学校
- 長良川鉄道越美南線 美並苅安駅